# Jungfru Marie örtagård

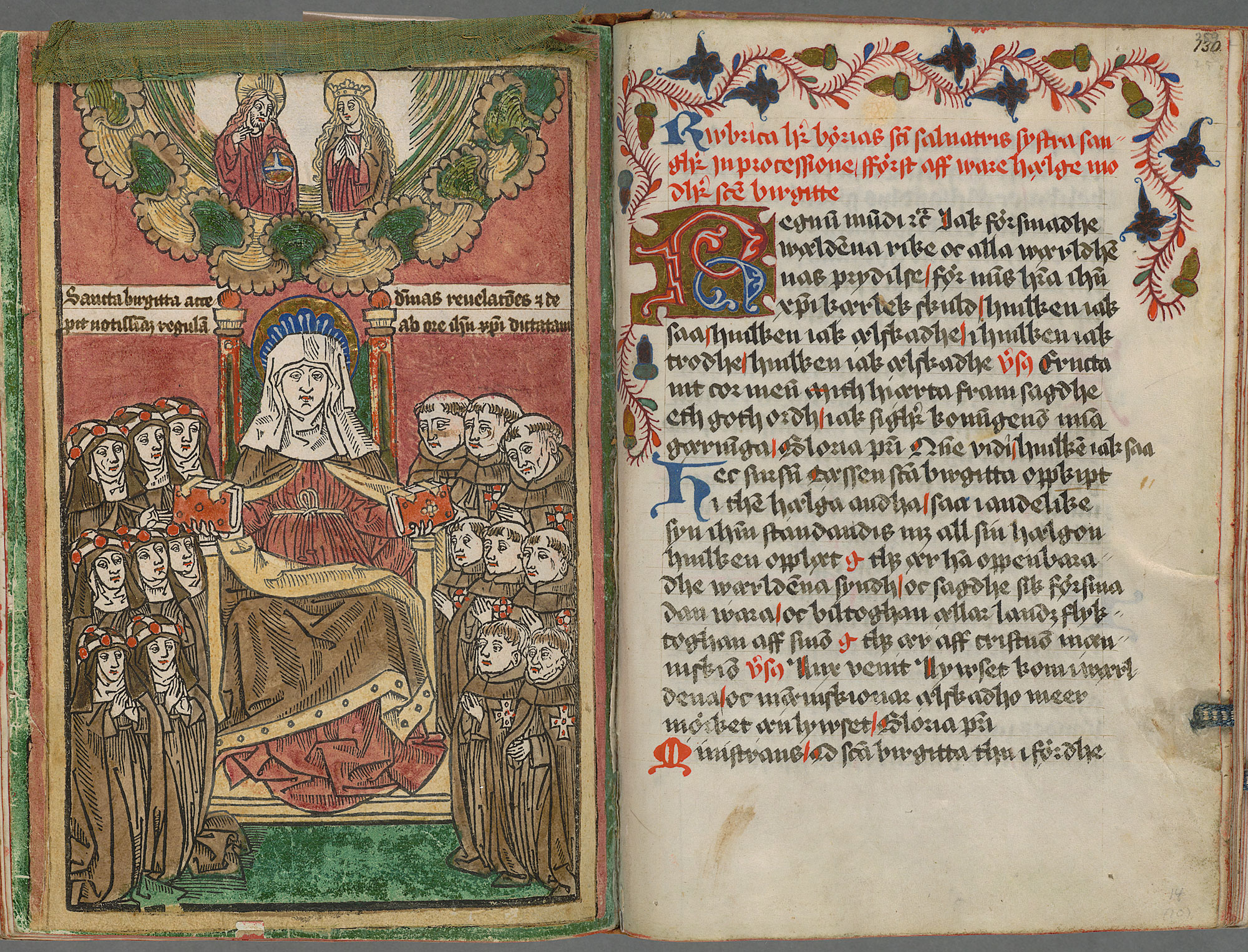
Uppslag ur handskriften

Jungfru Marie örtagård är en fornsvensk översättning av birgittasystrarnas latinska veckoritual Cantus sororum ’systrarnas sång’ - en samling psalmer, läsestycken, böner och sånger, som delvis var författad av Birgittas biktfader, magister Petrus Olavi från Skänninge. Enligt slutskriften blev Cantus sororum ’wændh aff latino oc oppa swænsko’ av Nicolaus Ragvaldi. Han var prästbroder i Vadstena sedan 1476, klostrets generalkonfessor samt betydande översättare av latinska texter till svenska. Hans insats i Jungfru Marie örtagård var dock mycket större än en ren översättning. Han hade försett det fornsvenska verket med en prolog, olika tillägg och kommentarer. Vissa delar hade han utelämnat eller återgett i sammandrag. Allt för att, som det står i prologen, göra det möjligt för birgittinsystrarna att förstå och hämta andlig näring ur Cantus sororum, som de dagligen skulle sjunga.
Jungfru Marie örtagård är bevarad endast i Kungliga bibliotekets handskrift. Den omfattar 171 blad, präntade på pergament med en svagt lutande skrift, som även har använts i flera andra handskrifter från Vadstena. Handskriften är bunden i ett band av träpärmar överdragna med enkelt dekorerat brunt skinn. Utsmyckningen utgörs av tre stycken handkolorerade träsnitt, placerade i början av de större avsnitten samt ett antal dekorerade initialer, vissa i guld med blå eller röd akantusfyllning. Ut i marginalerna sträcker sig ibland originella ekbladsrankor med ekollon. Initialerna skyddas av tunna fastsydda gardiner. Det största träsnittet föreställer Birgitta utdelande ordensregeln, hämtat ur den första tryckta utgåvan av Birgittas Uppenbarelse (Lübeck 1492).
Kombinationen av handkolorerade träsnitt och dekorerade initialer är karaktäristisk för systrarnas böcker.